# 第47期名人戦 (囲碁)
第47期名人戦（だい47きめいじんせん）は朝日新聞社主催2022年度の名人戦であり、読売新聞時代の旧名人戦から数えて61期目である。スポンサーは明治チョコレート効果・マニフレックス。名人戦は囲碁の七大棋戦の一つ。

## 概要
女流棋士である謝依旻が女流棋士3例目となる最終予選決勝まで駒を進めた。しかし伊田篤史八段に敗れ惜しくも女流棋士初の三大リーグ入りとはならなかった。
挑戦者決定リーグ戦では芝野虎丸九段が7勝1敗で井山名人との挑戦手合七番勝負に進出。挑戦手合では芝野が4勝3敗で第44期以来の名人奪還を果たした。井山は三冠に後退。なお就位式は12月6日にホテル椿山荘東京で行なわれ、小林覚日本棋院理事長より允許状、中村史郎朝日新聞社社長から賞金目録、副賞として明治チョコレート効果1年分が贈呈された。

## 方式
- 参加棋士 : 日本棋院・関西棋院の棋士の初段以上。
- 予選は、日本棋院と関西棋院それぞれで、予選C・B・Aを行い、その勝ち抜き者による合同の最終予選で3名の新規リーグ参加者を決める。
- 挑戦者決定リーグ戦は、前期シード者と新参加3名を加えた9名で行う。
- コミは6目半。
- 持時間は、リーグ戦は5時間、挑戦手合七番勝負は各8時間の二日制。
- 優勝賞金 3000万円

## 挑戦手合七番勝負
開催:(予定) 
| 日程 (2022年)            | 第1局             | 第1局             | 第2局             | 第2局             | 第3局                     | 第3局                     | 第4局            | 第4局            | 第5局            | 第5局            | 第6局            | 第6局            | 第7局            | 第7局            |      |
| 日程 (2022年)            | 8月24–25日        | 8月24–25日        | 9月5日–6日        | 9月5日–6日        | 9月15日–16日              | 9月15日–16日              | 10月6日–7日      | 10月6日–7日      | 10月12日–13日    | 10月12日–13日    | 10月24日–25日    | 10月24日–25日    | 11月2–3日        | 11月2–3日        |      |
| (会場) 対局者            | 東京都 () 文京区  | 東京都 () 文京区  | 三重県 () 鳥羽市  | 三重県 () 鳥羽市  | 大阪府 () 守口市          | 大阪府 () 守口市          | 兵庫県 () 宝塚市 | 兵庫県 () 宝塚市 | 静岡県 () 河津町 | 静岡県 () 河津町 | 静岡県 () 熱海市 | 静岡県 () 熱海市 | 山梨県 () 甲府市 | 山梨県 () 甲府市 |      |
| (会場) 対局者            | ホテル椿山荘 東京 | ホテル椿山荘 東京 | 戸田家            | 戸田家            | ホテル・アゴーラ 大阪守口 | ホテル・アゴーラ 大阪守口 | 宝塚ホテル       | 宝塚ホテル       | 今井荘           | 今井荘           | あたみ石亭       | あたみ石亭       | 常磐ホテル       | 常磐ホテル       |      |
| ------------------------ | ----------------- | ----------------- | ----------------- | ----------------- | ------------------------- | ------------------------- | ---------------- | ---------------- | ---------------- | ---------------- | ---------------- | ---------------- | ---------------- | ---------------- | ---- |
| 第46期名人 井山裕太 名人 | 白 封             | ○中押             | 黒 封             | ●                 | 白                        | ●                         | 黒               | ●                | 白               | ○中押            | 黒               | ○中押            | 黒               | ●                |      |
| 挑戦者 芝野虎丸 九段     | 黒                | ●                 | 白                | ○中押             | 黒 封                     | ○中押                     | 白 封            | ○中押            | 黒 封            | ●                | 白 封            | ●                | 白 封            | ○中押            | 奪取 |
| 手数 (封じ手)            | 152手 （76手目）  | 152手 （76手目）  | 220手 （107手目） | 220手 （107手目） | 171手 （83手目）          | 171手 （83手目）          | 208手 （76手目） | 208手 （76手目） | 248手 （65手目） | 248手 （65手目） | 215手 （60手目） | 215手 （60手目） | 202手 （88手目） | 202手 （88手目） |      |
|                          |                   |                   |                   |                   |                           |                           |                  |                  |                  |                  |                  |                  |                  |                  |      |
| 立会人                   | 趙治勲名誉名人    | 趙治勲名誉名人    | 羽根直樹九段      | 羽根直樹九段      | 山田規三生九段            | 山田規三生九段            | 山下敬吾九段     | 山下敬吾九段     | 高尾紳路九段     | 高尾紳路九段     | 小林光一名誉名人 | 小林光一名誉名人 | 張栩九段         | 張栩九段         |      |

黒：黒番 ／ 白：白番 ／  封 ：1日目 封じ手の手番
※第1局と第7局では手番の先後をニギリで決定。

## 挑戦者決定リーグ
挑戦1名・陥落3名
| 枠 | 棋士          | 勝 | 負 | 0結 果0 | 1回戦    | 2回戦    | 3回戦    | 4回戦    | 5回戦    | 6回戦    | 7回戦    | 8回戦    | 9回戦    |
| -- | ------------- | -- | -- | ------- | -------- | -------- | -------- | -------- | -------- | -------- | -------- | -------- | -------- |
| 1  | 一力遼 棋聖   | 6  | 2  | 残留    | ○ 0 伊田 | ● 0 芝野 | ● 0 余   | ○ 0 羽根 | ○ 0 山下 | ○ 0 本木 | Bye      | ○ 0 志田 | ○ 0 許   |
| 2  | 許家元 十段   | 3  | 5  | 残留    | ● 0 余   | ● 0 山下 | ○ 0 羽根 | ○ 0 伊田 | ○ 0 志田 | Bye      | ● 0 本木 | ● 0 芝野 | ● 0 一力 |
| 3  | 羽根直樹 九段 | 3  | 5  | 陥落    | ○ 0 本木 | ○ 0 余   | ● 0 許   | ● 0 一力 | Bye      | ● 0 志田 | ● 0 山下 | ○ 0 伊田 | ● 0 芝野 |
| 4  | 山下敬吾九段  | 4  | 4  | 残留    | ● 0 志田 | ○ 0 許   | ● 0 芝野 | Bye      | ● 0 一力 | ○ 0 伊田 | ○ 0 羽根 | ○ 0 本木 | ● 0 余   |
| 5  | 本木克弥八段  | 2  | 6  | 陥落    | ● 0 羽根 | ● 0 志田 | ● 0 伊田 | ● 0 余   | ○ 0 芝野 | ● 0 一力 | ○ 0 許   | ● 0 山下 | Bye      |
| 6  | 芝野虎丸 九段 | 7  | 1  | 挑戦    | Bye      | ○ 0 一力 | ○ 0 山下 | ○ 0 志田 | ● 0 本木 | ○ 0 余   | ○ 0 伊田 | ○ 0 許   | ○ 0 羽根 |
| 7  | 伊田篤史八段  | 3  | 5  | 陥落    | ● 0 一力 | Bye      | ○ 0 本木 | ● 0 許   | ○ 0 余   | ● 0 山下 | ● 0 芝野 | ● 0 羽根 | ○ 0 志田 |
| 7  | 志田達哉八段  | 4  | 4  | 残留    | ○ 0 山下 | ○ 0 本木 | Bye      | ● 0 芝野 | ● 0 許   | ○ 0 羽根 | ○ 0 余   | ● 0 一力 | ● 0 伊田 |
| 7  | 余正麒八段    | 4  | 4  | 残留    | ○ 0 許   | ● 0 羽根 | ○ 0 一力 | ○ 0 本木 | ● 0 伊田 | ● 0 芝野 | ● 0 志田 | Bye      | ○ 0 山下 |

## 関連
- 第80期順位戦 - 挑戦手合第1局の2日前の8月22日に渡辺明名人就位式で井山名人がお祝いに駆けつけた。